# Добецин (гміна Моґельниця)
Добецин (пол. Dobiecin) — село в Польщі, у гміні Могельниця Груєцького повіту Мазовецького воєводства.
Населення — 76 осіб (2011).
У 1975—1998 роках село належало до Радомського воєводства.

## Демографія
Демографічна структура станом на 31 березня 2011 року:
|          | Загалом | Допрацездатний вік | Працездатний вік | Постпрацездатний вік |
| -------- | ------- | ------------------ | ---------------- | -------------------- |
| Чоловіки | 37      | 5                  | 27               | 5                    |
| Жінки    | 39      | 12                 | 17               | 10                   |
| Разом    | 76      | 17                 | 44               | 15                   |